# Toompine
Toompine wird in Queensland als Pub without a town (deutsch: Pub ohne Stadt) bezeichnet. Der Ort hat für Opalsucher in Australien Bedeutung, da sich in seiner Nähe Opalfelder befinden. Toompie ist von Quilpie 74 Kilometer entfernt und kann vom Opal Highway aus erreicht werden.
Der Ort wurde früher von dem Transportunternehmen Cobb & Co angefahren. Heute erinnert an die Ortschaft im Outback das Gebäude des Toompine Hotel von etwa 1893, das in der Pionierzeit Australiens gebaut wurde. In dem Gebäude kann übernachtet und in dessen Nähe campiert werden. Das Hotel mit Pub wird heute von zwei Personen betrieben, die die aktuelle Bevölkerung dieser Siedlung bilden.
In dem nahen Duck River kann gefischt werden und in der Nähe des Flusses und der Sheep Creek Station befinden sich die Opalminen. In der Station können auch Opale erworben werden. Einen Kilometer von der Toompine entfernt befindet sich der Friedhof des Ortes. In unmittelbarer Nähe vom Toompine liegt eine Piste für Flugzeuge.